# ヤコブ・ラズ
ヤコブ・ラズ（ヘブライ語: יעקב רז, 1944年-）は、テルアビブ大学東アジア研究科の名誉教授であり、日本文化の研究者、禅書の翻訳者、作家、ヘブライ語で俳句などを書いている詩人である。また、禅瞑想の教師であり、イスラエルの社会活動家でもある。

## 生涯
ラズはテルアビブ南部で生まれ、市内中心部のキング・ジョージ通りで育った。彼の父親はギリシャの劇場監督で、ラズは子供の頃から両親と一緒によく劇場に通っており、それが後に演劇への愛着を育んだきっかけとなった。ラズはアハド・ハアム小学校で学び、後にアーバン・ハイスクールAでリアリズムを専攻した。ヤコブは6歳の頃から個人教師とテルアビブのイスラエル音楽院でピアノを学び、20代後半までクラシック音楽やジャズを多く演奏した。ラズはテルアビブのゴシュ・スコフス・キシシム部族のスカウト運動の見習いであり、軍隊ではナハル旅団に所属し、数年間キブツ・ハツェリムのメンバーであった。
彼はテルアビブ大学で哲学と演劇を学び、学士号を取得した。哲学科の授業のほとんどは西洋哲学に関するものだったが、例外として東洋哲学と比較哲学に関する2つの授業があり、この2つはベン・アミ・シャープスタイン教授が担当していた。同時に、オーストラリア出身のダニエル・レスリー教授が中国古典哲学のセミナーを開いた。ここで、ヤコブは後に彼の人生の中心となる問題に初めて触れた。そこで彼は中国古典を学び始め、後に日本語も学んだ。学業中に演劇に興味を持ち、演出を始めた。演劇科では、大学外でも上演される演劇を制作する「大学演劇」という小さなグループの創設者の一人となった。当時、演劇は彼にとって趣味だった。彼が初めて演出した演劇は、ベルギーの劇作家（両親はフランドル人）ミシェル・ド・ガルデルドの「エスコリアル」（1970年）だった。この劇は大学内外で上演され、好評を博した。彼が監督した2作目の劇は、ハインリヒ・フォン・クライストの同名小説をアリザ・アリヨン＝イスラエルが脚色した「ミヒャエル・コールハース」であった。
学業では、ベン＝アミ・シャープスタイン教授の勧めもあり、東洋文化への関心が高まり続けた。彼が発見した興味は、道教哲学、仏教、特に禅、美学、中国と日本の文学であった。彼は修士論文をアイルランドの詩人ウィリアム・バトラー・イェイツと、東洋で発見した興味について書き、日本の「能」演劇に焦点を当てた。この論文では、美学、演劇、異文化翻訳の研究を組み合わせ、1972年に「ウィリアム・バトラー・イェイツと日本の能」というタイトルで提出された。同時に、彼は日本の禅の教師である京堂老師のもとで学び始めた。京堂老師はイスラエルに10年間住み、20世紀の最も偉大な禅の教師の一人である中川宗恩の弟子でもあった。ラズはその後、インカのピアテリから日本語の勉強も始めた。
初期の研究において、ラズは主に西洋の概念とは大きく異なる禅の美学と日本の美学に興味を持っていた。その後、彼はアジアの哲学全般、特に中国と日本の哲学に興味を広げた。東洋思想の学術研究と瞑想の実践的な訓練により、彼は徐々にこれらの主題を深く探求するようになり、それらは彼の学問的追求、世界観、そしてライフスタイルの中心となった。
1972年、ラズは文部省の奨学金を得て日本に留学し、1972年から1977年まで東京の早稲田大学で学んだ。博士論文は美学と人類学の関係を扱い、日本の劇場の観客を主題としていた。
ラズはイスラエルに戻ると、テルアビブ大学文学部の演劇学科で教鞭をとり始めた。その後、アジア世界に対する彼の関心は哲学、人類学、芸術、美学など多岐にわたるため、ヘブライ大学の東アジア研究科で教鞭をとるようになった。同時に、彼はときどき東洋を旅し、学問の追求とは別に、禅の実践的な修行のために修道院などに滞在。ヘブライ大学で5年間過ごした後、彼はテルアビブ大学に戻り、東アジア研究科を共同設立し、現在もそこで教鞭を執っている。
哲学や美学を扱うこととは別に、ラズは日本文化における他者像や周縁文化に興味を持ち、文化研究や人類学の手法を用いてこのテーマを研究した。1980年代後半、彼はトヨタ財団から多額の研究助成金を受け、このテーマを研究する日米研究者チームを率いた。その後、研究は日本の犯罪世界であるヤクザの人類学的側面に焦点が当てられ、ラズはこれを約5年間研究した。この間、彼は東京の組織のリーダーたちと親密な関係を築いていた。結果、この研究は3冊の本を生み出した。1冊は日本文化における他者像に関する研究集、もう1冊は日本の犯罪組織であるヤクザに関する本で、1冊は研究書、もう1冊はフィクション小説である。
1990年代以降、ラズの主な関心は仏教であり、研究対象としても、また現代西洋人の生き方の可能性としても関心を寄せている。彼の主な研究対象は、その始まりから現代までの中国と日本の仏教、心理学、社会、社会参加、生態学、平和構築など、さまざまな分野での仏教と西洋の相互作用についても扱っている。彼は、仏教、仏教と心理学、仏教と美学、日本文学、東西の相互イメージを教えている。ラズは多くの学術的地位に就き、長年にわたり、特に仏教の分野で、さまざまな科目で多数の博士課程の学生を指導してきた。
1978年、ラズの一人息子であるヨニが生まれた。ヨニは特別な支援を必要とする子供だったが、彼の人生は完全に変わり、仏教の教えに対する理解に深い意味を加えた。
2006年、ラズは研究活動と日本文化の普及への貢献が認められ、日本政府から「旭日中綬章」を授与された。

## 研究

### 日本の演劇、美学
ラズは数年にわたり、日本の演劇、そして日本の美学全般のさまざまな側面を研究した。最初は、日本の演劇と西洋世界との接触、特にアイルランドの詩人で劇作家のウィリアム・バトラー・イェイツに日本の「能」演劇が与えた強い影響に魅了されていた。その後、歴史、美学、人類学を組み合わせた研究で、日本の伝統演劇における観客と俳優の特別な関係を研究した。彼が執筆したいくつかの論文では、11世紀から19世紀までの日本の古典を読みながら、日本の演劇や日本の芸術全般の美学のさまざまな側面を取り上げている。
彼はその後も何年も日本の美学の研究を続け、日本文化における「欠点の美」について教え、著述した。
「観客と俳優：日本の伝統演劇における彼らの関係の研究」（1983年）
この本はラズの博士論文に基づいており、演劇イベントにおける日本の観客の位置に関する歴史的、人類学的、美学的レビューである。研究の目的で、ラズは10世紀から現代までの多くの歴史的文書を調査し、結論では、日本の観客は単に観るだけでなく、パフォーマンスに参加するアクティブなアーティストであると説明している。

### 日本文化における他者の側面
ラズは研究プロジェクトを続け、日本文化における他者像を研究するようになり、このテーマを学際的な観点から研究する米国と日本の研究者チームを率いった。彼はこのテーマに関する研究をまとめた『日本文化における他者の様相』（1992年）という本を日本で出版した。この本は日本で英語版も出版された（下記リストを参照）。これらの研究で彼は、過去と現在の日本文化における人物や疎外された集団、およびこのテーマを扱った文学作品を研究した。
研究対象には、他者とみなされ、周縁的な人々がいるカルトやグループ、他者の相反する姿に関係する儀式、日本社会と周縁的なグループがそのような人物に対して抱く魅力と反発の態度などが含まれていた。これらのグループの一つは「ゴザ」と呼ばれる盲目のシャーマニズムの美容師の一派で、彼も彼らと多くの時間を過ごしていた。もう一つのグループは、日本の犯罪組織であるヤクザに属する行商人、スパイ、密輸人、浮浪者の集団だった。これらの研究は、彼が数年間夢中になるテーマ、つまり日本の組織犯罪の世界であるヤクザ組織へと彼を導いた。

### ヤクザ - 日本の組織犯罪の世界
1987年から、ラズは日本の組織犯罪の世界であるヤクザの調査を始めた。東京のヤクザのボスの一人と連絡を取ることに成功し、5年間日本とイスラエルを行き来しながら、日本のマフィアの構成員に何百人もインタビューし、彼らと暮らし、彼らの何人かと友情を築いた。そして、それらのすべてが2冊の本にまとめられた。1冊は人類学的研究書『ヤクザの人類学: 裏側から見た日本』（1996年）で、日本語で出版された。ラズは、ヤクザとの密接かつ長期にわたるフィールドワークに成功した世界で数少ない2人の研究者のうちの1人である。
もう1冊は『ヤクザ マイ ブラザー』（2000年）で、これはラズとヤクザの出会いと、ヤクザの1人である下ユキとの間に生まれた友情を基にした架空の小説。ヤクザの若手メンバーだった下ユキはある日姿を消し、ラズは彼を探しに行く、その間にヤクザ組織で名声を博していたユキが失脚して姿を消した後の10年間の捜索の物語である。この本はヘブライ語で出版され、日本語、ロシア語、英語でも出版された。ドイツ語でもまもなく出版される。

### 仏教
1990年代初頭から、ラズは仏教、特に中国と日本の仏教に関する執筆と教育に専念してきた。インド、中国、日本の古典仏教のテキストの解釈と対話、およびアジアの仏教と西洋世界との対話の側面を扱っている。彼が指導する博士課程の研究の多くは、仏教と心理学、仏教と社会参加、紛争解決、平和運動との対話を扱っている。この活動分野からは、次のような多数の記事や書籍が発表されている。
『禅仏教 - 哲学と美学』（2006年）
この本では、ラズが歴史、思想、詩、禅仏教の美学に関するさまざまな問題を論じている。
『条件付き出現の出現と消滅』（2012年）
この記事では、ラズが仏教の中心的な考えの1つである条件付き存在の考えを考察し、それを新しい観点から見ることを提案している。ラズは、この考え自体は仏教の観点から見た他のあらゆる現象と同様に一時的なものであり、仏教の修行の頂点は自分自身の考えを排除することであると主張している。
『「仏陀を殺す」- 禅仏教の思想と実践における行動としての静寂主義と行動としての静寂主義 2010』
この記事は、人生から離れて静かに座っていることと、世界の中で積極的に行動することとの間の明らかな対照に対する禅のアプローチをラズが検証し、両者の間には実際には矛盾がないという統一的なアプローチを提示したもの。
仏教と西洋世界との興味深い接点の一つは、1920年代に『我と汝』という著書で始まり、1950年代に『ハシディズムと禅』という有名な論文を発表するまで、マルティン・ブーバーと仏教との長年にわたる対話であった。2011年、ラズはブーバーと仏教についてのセミナーを開催し、その主な焦点は、13世紀の日本の禅僧で日本を代表する思想家の一人である道元とブーバーの思想の比較討論であった。これに続いて、彼は『露滴と桃色の芽：ブーバー、仏教、そして具象の神秘主義』（2013年）と題する論文を執筆し、これは『我と汝』の新しいヘブライ語訳（アブラハム・フレッシュマン訳、モサド・ビアリク出版）に掲載された。論文の中で、ラズはブーバーと仏教の対話のさまざまな形式を検証し、ドガンとブーバーの間の架空の対話を創作し、両者に「具体的神秘主義の可能性」と「生態学的哲学の基礎」という2つの特徴があることを認識している。

### 狂気と精神
ラズが本を書く準備のために数年にわたって研究してきたもう一つのテーマは、「狂気と精神」、あるいは彼が言うところの「狂気の仏教」である。仏教を含むすべての主要な宗教の歴史において、「狂った」行動の現象が知られている。仏教の伝統には、狂気の境地に達するほど奇妙な実践を行ったチベット、中国、日本の教師たちの物語が数多くある。15世紀に生きた偉大な教師の一人、一教は自らを「狂気の雲」と呼び、日本最大の教団の長を務めていた間、居酒屋や売春宿で過ごし、荒布をまとい、質素な小屋に住み、高齢で亡くなるまで、深い哲学的な詩のほかに大胆なエロティックな詩も書いた。これらの教師の大部分は、今日では精神病患者として診断されるだろうと推測される。「心から抜け出す」ことと、通常とは異なる意識レベルで世界を体験する可能性との間のこの飛躍は、長い間ラズを魅了してきた。彼はこのテーマに関するセミナーを開催し、これらの「クレイジー」な教師たちの詩や考えの翻訳を扱っている。
ラズが長年にわたり実践的、理論的側面から仏教に取り組んできた成果の一つが、『So I Heard』（2013年）である。これは、ラズが2010年以来瞑想グループと交わしてきた会話に基づいた、仏教に関する個人的な考えをまとめた本である。この本は2013年8月にモデン社から出版された。

## 翻訳
ヨエル・ホフマンと並んで、ラズは俳句をヘブライ語に翻訳する最高の翻訳者とみなされている。彼の翻訳には、美しい文学（「こころ」と「火山」）、古典と現代の短歌と俳句（「サラダ記念日」、「奥への細道」）、禅の物語と禅の詩があります。彼のさまざまな本では、中国と日本の思想からの多くの翻訳を組み合わせている。
『Crazy Conversations – Zen Acts』
この本は、中国と日本の禅物語を集めたものです。本の中で、ラズは自身のコメントと反応を通じて物語との対話を行っている。
『牛を捜す男』
この本は、ダン・ダウル氏との共著による中国の禅テキストの翻訳で、記事も付いている。本は、禅の師である郭恩氏の筆による、12世紀に中国で出版された一連の絵画と詩に基づいている。
『奥の細道』
この本は、日本の俳句界の巨匠、松尾芭蕉の旅日記。17世紀末に芭蕉が書き残した9か月間の日記を翻訳したものであり、ラズは、この本にコメントや解説を加えた。

### その他の書籍
『日本の神話』
ヘブライ語で書かれた日本の神話の物語のセレクション。
『帰京記』
この本は、実際の旅と実在の人物や架空の人物を含む日本におけるさまざまな人物との一連の出会いを記した旅行日記。この本の中心となるのは、1689年に芭蕉が行った有名な旅からちょうど300年後、1989年に芭蕉を追って行った旅である。
『私はこう聞いた ― 禅ノート』
この本は、ラズが書いた詩集である。著者はこれを「人生と仏教との観察、記録、対話の旅」と表現している。ラズの人生の物語（ダウン症の息子の治療など）に仏教の魂の世界を織り込んだ詩の中には、有名な公案、日本の書道、ラビの知恵が散りばめられている。この本は2013年に出版され、好評を博した。

## 演劇監督
1970年、ラズは友人グループと共に「大学劇場」を設立した。これは、いくつかの演劇を制作する実験的なグループであり、ラズは、ミシェル・ド・ガルデルドの「エスコリアル」という最初の演劇の翻訳、デザイン、監督を担当した。
1972年、彼はハインリヒ・フォン・クライストの物語「ミヒャエル・コールハース」を原作とし、アリザ・アリオン・イズラエリが脚色した演劇を演出した。
1978年、彼はダニー・ホロウィッツとともに、エルサレムのカーン劇場で劇「恐ろしい行為」を執筆し、監督した。これは、ラズがレパートリー劇場で監督した最初のショーであった。このショーは、サフェドに住んでいたラビ・ヨセフ・デラ・レイナが弟子たちとともに救世主を鎖から解放するために出発することを決意したという、古代カバラの物語に基づいている。
1980年、エルサレムのカーン劇場で劇「羅生門」が上演された。芥川龍之介の「森の中」を翻訳・脚色した作品で、黒澤明の映画「記録」も原作となっている。劇のリハーサルでは、俳優たちが瞑想を実践した。舞台はアリーナ型に設計され、観客は四方に座り、登場人物は2人ずつで演じられ、現実を見ることの二重性を表現した。このショーは成功し、3シーズン上演された。
1981年、カーン劇場で ジャン・ジュネの演劇「バルコニー」を演出した。
1982年、彼はハイファ劇場で、プラハのゴーレム伝説に基づいたダニー・ホロウィッツの演劇「Yosl'a Golem」を演出した。
1984年、彼はハイファ劇場で「愛人と行商人」を演出した。これは、シュムエル・アグノンの物語「愛人と行商人」に触発されたアダ・アミシャル・ヤヴィンの劇「死の顔」に基づいている。これは、森の中で一人暮らしをしている女性の家に偶然立ち寄ったユダヤ人の行商人についての物語で、この女性は男性を誘惑し、誘惑し、最終的には食べてしまう。これはヨーロッパでよく知られている民話で、アグノンは、罠に落ちそうになった罪のないユダヤ人の前に異教徒の女性を置くことで、伝説に新しい内容を加えた。
1985年、彼はカーン劇場でシュムエル・アグノンの同名の物語に基づいた「イドとイナム」を演出した。ラズ自身もこの物語を劇に脚色し、舞台装置もデザインした。
1986年、彼はカーン劇場で、ヨセフ・ハイム・ブレンナーの性格と生涯を描いたダニー・ホロウィッツ作の演劇「イェヘズケル・フェアマンの物語」を演出した。
これらのほかにも、ラズは数多くの実験的な演劇を監督した。その中には、タルムードの一節「アクナイの炉」に基づいた「タルムードの一ページ」がある。この演劇は、演劇を学ぶ学生たちとの実験的な取り組みの成果であり、ダニー・ホロウィッツと共同で脚本と監督を行った。
彼はまた、俳優兼人形遣いのグループと1年間活動し、その最後には「近所の子供たち」という人形劇を制作した。これは、普通の子供たちに特別な支援が必要な子供たちの世界を見せるもので、この劇には子供たちのアクティビティも伴っていた。この劇は何百もの学校で長期間上演され、劇を鑑賞し、パフォーマンスに参加した後の普通の子供たちの他の子供たちに対する態度の変化に関する調査も行われた。

## 公的活動
ラズは長年にわたり地域社会で活動している。彼は、社会活動は学業活動と同じくらい重要であり、学業を補完するものと考えている。息子ヨニの誕生後、1981年に「14 – ダウン症児」協会の設立者の1人となった。この協会は、ダウン症児を持つ親を情報と実践的支援の両方の分野で支援している。その後、ラズ氏はアキム テルアビブの会長も務めた。
2000年、彼はイスラエルの多文化社会を推進する「マルグ」協会の設立に協力し、数年間会長を務めてきた。この協会は、ユダヤ人とアラブ人の生涯にわたるパートナーシップの可能性を形作ることに関係する多くのプログラムに携わっており、またイスラエル人と退役軍人、エチオピア人など、他の挑戦的な文化交流の分野にも携わっている。この協会は、ハイファのユダヤ人・アラブ人センター「ベイト ハガフェン」と協力して活動している。
また2000年、ラズと臨床心理学者のナチ アロン氏は、現在テルアビブのサイプレス キャンパスで運営されている仏教心理学の学校、サイコ ダルマ センターを設立した。このセンターは、ラズとアロン氏が心理学と仏教について行ったセミナーに続いて設立された。この学校では、主に心理学者であるセラピストに仏教の教えの基礎を訓練し、それを専門分野に適用することにした。その後、この活動は他のさまざまな人口グループや職業にまで拡大された。
ラズは瞑想グループを率いている。彼は瞑想グループのメンバーで、日常生活の問題について話し合う法話の指導や同行を行っている。ラズはこれらの会話の一部を、2013年にモデン社から出版された『So I Heard – Zen Notes』という本にまとめた。
ラズは、実業家ロニ・ドーク氏の主導で設立された「ウル - 大多数の人々の家」協会の創設メンバーの一人であり、合意された問題を通じて市民活動や非政治的活動を通じて新たな社会課題を策定し、大多数の市民に影響を与えることを目指している。
ラズはまた、テルアビブ大学のヘシェル センターおよびポーター センターと連携して、生態学の持続可能性に関する変革のためのプラットフォームである「ビーハイブ」の主要活動家でもある。
2013年の最後の数か月間、彼は、イリス・ドタン・カッツ、ナチ・アロン、スティーブン・ポルダーなどの活動家とともに、「社会的政治関与のためのリーダーシップ ネットワーク」の創設者および活動家の一人となり、イスラエル社会内、およびイスラエルとアラブのグループ間で対話や協力を行っていない対立グループ間における異なる種類の対話と活動を生み出すことを目指した。